# If I Let You Go
If I Let You Go is een nummer van de Ierse boyband Westlife uit 1999. Het is de tweede single van hun titelloze debuutalbum.
Het nummer werd een grote hit op de Britse eilanden, met een nummer 1-positie in zowel het Verenigd Koninkrijk als Westlife's thuisland Ierland. In de Nederlandse Top 40 bereikte het nummer een bescheiden 20e positie, en in de Vlaamse Ultratop 50 wist het de 7e positie te bemachtigen.